# فضيلة (الأحساء)
فضيلة هي هجرة ومركز تتبعُ الأحساء في المِنطقة الشرقيَّة في المَملكة العربيَّة السعوديَّة. تأسست في 1980

## الموقع
تقع فضيلة جنوب غرب مدينة الهفوف وشمال غرب حرض، وتبعد عن جنوب غرب محافظة الأحساء مسافةَ 100 كيلومترًا، وعن العاصمة الرياض مسافة 440 كيلومترًا، وعن حرض مسافة 72 كيلومترًا.

## النقل
يمر بالقرب من القرية الطريق السريع 75 وهو يصل القرية بالطريق البلدي رقم 6482 بمسافة 27 كيلومتر غربًا.

## السكان
يبلغ عدد سكان القرية حوالي 1000 نسمة موزعين في 400 منزل

## العمران والمرافق
- مركز صحي (لا يوجد حتى 2004[7])
- مدارس لمختلف المراحل الدراسية، المرحلة الابتدائية والمتوسطة والثانوية.[8][9][10]
- خمسة مساجد (جامع فضيلة، مسجد عريج حسين، مسجد الصناعية، مسجد الهدى ومصلى العيد)
- مركز شرطة افتتح في يناير 2015م[11][12]
- تتوفر الهجرة على مركز الخدمات والذي تتبعه 13 هجرة أخرى،[13]

- مقبرة الهجرة،[13]
- مسلخ[13]